# Alison Becker
Pour l’article ayant un titre homophone, voir Alisson Becker.
Pour les articles homonymes, voir Becker.
Alison Becker est une actrice américaine née le 8 mars 1977 à Allamuchy Township, dans le New Jersey (États-Unis).

## Filmographie
- 2003 : Pushing Tom : Artist
- 2003 : Boiling Points (série télévisée) : Series Regular
- 2004 : Popping the Question with Star Jones (série télévisée) : Ali / Co-host
- 2004 : Four Dead Batteries : Shea
- 2004 : AV Squad (série télévisée) : Host
- 2004 : Cavalcade of Personalities (TV) : Loretta Davies
- 2004 : Jump Cuts (série télévisée) : Alfalfa
- 2006 : Project This, Bitch (série télévisée) : Host
- 2006 : New York, unité spéciale (Law & Order: Special Victims Unit) (saison 7, épisode 14) : Angel's Owner
- 2006 : Premium : Amanda
- 2006 : Nighttime Clap (série télévisée) : Anchor
- 2006 : God-Links : Betty
- 2006 : The P.A. (série télévisée) : Alison (2006)
- 2007 : Starveillance (série télévisée) : Ashley Olsen and Jennifer Lopez
- 2007 : Arranged : Beth
- 2008 : May the Best Man Win : Sarah Freeman
- 2008 : The Colbert Report (série télévisée) : Wife
- 2008 : Human Giant (série télévisée) : Emergency Dating Service Girl
- 2008 : New York, section criminelle (Law & Order: Criminal Intent) (série télévisée) : Det. Streetman
- 2008 : Z Rock (série télévisée) : Becky
- 2008 : Mayne Street (série télévisée) : Sarah Morton